# Verwaltungsgemeinschaft Elbe-Saale-Winkel
In der Verwaltungsgemeinschaft Elbe-Saale-Winkel waren im sachsen-anhaltischen Landkreis Schönebeck die Gemeinden Glinde, Gnadau, Pömmelte, Tornitz und Wespen sowie die Stadt Barby zusammengeschlossen. Am 1. Januar 2005 wurde sie mit der Verwaltungsgemeinschaft EL-SA-TA-L zur neuen Verwaltungsgemeinschaft Elbe-Saale zusammengeschlossen.